# Keeley Hawes
Keeley Hawes, eg. Claire Hawes, född 10 februari 1976 i stadsdelen Marylebone i London, är en brittisk skådespelare.

## Biografi
Hawes kommer från en arbetarklassfamilj och är yngst av fyra syskon. Hennes far samt två av hennes bröder är alla taxichaufförer i London. 
Keeley Hawes är utbildad skådespelare vid Sylvia Young Theatre School. Hon gjorde sin TV-debut 1989 i Forever Green men fick sitt egentliga genombrott när hon medverkade i Dennis Potters hyllade mini-seriesvit Karaoke (1996) och Cold Lazarus (1996). Två år senare fick hon stor uppmärksamhet för sin roll som Lizzie i den prisbelönta Charles Dickens-miniserien Vår gemensamme vän (Our Mutual Friend), 1998. 
Hawes är och har främst varit verksam inom TV, men har även varit med i en del filmer, bland annat i komedierna Tristram Shandy (2005) och Trångt i kistan (2007). Hon har genom åren medverkat i en mängd uppmärksammade brittiska TV-produktioner, men är kanske mest känd för sina roller som Zoe i agentserien Spooks (MI-5) och som Alex Drake i Ashes to Ashes (spinoffen på Life on Mars). 
Keeley Hawes har även arbetat som fotomodell i flera omgångar och hon gör sedan 2006 rösten som Lara Croft till det populära datorspelet Tomb Raider: Legend och dess uppföljare. Hon medverkar också i musikvideorna till musikgruppen Suedes låt "Saturday Night" och James "She's a Star".

### Privatliv
Hawes är sedan 2004 gift med skådespelaren Matthew Macfadyen. Hon var tidigare under en kort period (år 2002) gift med serietecknaren Spencer McCallum. Hon har tre barn; sonen Myles (med MacCallum), född 2001; och dottern Maggie (född 2004) och sonen Ralph (född 2006) med Macfadyen.

## Filmografi i urval
- Forever Green (1989)
- Troublemakers (1990)
- Talking to Strange Men (1992)
- Månstenen (1996)
- Cold Lazarus (1996)
- Pie in the Sky (1996)
- Karaoke (BBC; Channel 4; 1996)
- Bröllopsaffären (miniserie) (BBC, 1997)
- Vår gemensamme vän (miniserie) (BBC, 1998)
- The Avengers (1998)
- The Blonde Bombshell (1999)
- The Last September (1999)
- Fruar och döttrar (miniserie) (BBC, 1999)
- Complicity (2000)
- Murder in Mind (TV-serie) (2001)
- Othello (2001)
- Me & Mrs Jones (2002)
- Tipping the Velvet (TV-serie) (2002)
- Spooks (TV-serie) (BBC, 2002-2004)
- The Canterbury Tales (TV-serie) (2003)
- Chaos and Cadavers (2003)
- The Murdoch Mysteries (2004)
- Marple: A Murder Is Announced (2005)
- Tristram Shandy (2005)
- The Best Man (2006)
- The Vicar of Dibley (TV-serie) (2 avsnitt, 2006-2007)
- Trångt i kistan (2007)
- The Bank Job (2008)
- Ashes to Ashes (BBC, 2008–2010)
- The Hollow Crown (BBC, 2016)
- Enkel resa till Korfu (TV-serie, 2016– )
- Bodyguard (TV-serie, 2018)
- Finding Alice (TV serie, 2021- )
- The Midwich Cuckoos (TV-serie, 2022)
- 2025 – Torpeden (TV-serie)